# Премия «Сатурн» за лучшее специальное DVD- или Blu-ray-издание
Список лауреатов кинопремии «Сатурн» в категории «Лучшее специальное DVD-издание»:
| Церемония | Год       | Лауреат                                                  |
| --------- | --------- | -------------------------------------------------------- |
| 28-я      | 2001      | Шрек (второе издание)                                    |
| 29-я      | 2002      | Властелин колец: Братство кольца (расширенная версия)    |
| 30-я      | 2003      | Властелин колец: Две крепости (расширенная версия)       |
| 31-я      | 2004      | Властелин колец: Возвращение короля (расширенная версия) |
| 32-я      | 2005      | Город Грехов (сцены, которые не показали в кино)         |
| 33-я      | 2006      | Супермен 2: Версия Ричарда Доннера                       |
| 34-я      | 2007      | Бегущий по лезвию (5-е коллекционное издание)            |
| 35-я      | 2008      | Мгла (2-е специальное издание)                           |
| 36-я      | 2009      | Хранители                                                |
| 37-я      | 2010      | Аватар                                                   |
| 38-я      | 2011      | Джорджо Мородер представляет Метрополис                  |
| 39-я      | 2012      | Магазинчик ужасов (режиссёрская версия)                  |
| 41-я      | 2014      | Ночной народ (режиссёрская версия)                       |
| 42-я      | 2015      | Люди Икс: Дни минувшего будущего: Версия Роуг            |
| 43-я      | 2016      | Фантазм: Отреставрированная версия                       |
| 44-я      | 2017      | Ночь живых мертвецов (Criterion Collection)              |
| 45-я      | 2018/2019 | Водный мир (ограниченная серия)                          |